# Мариано Коменсе
Мариа̀но Комѐнсе (на италиански: Mariano Comense; на ломбардски: Marian, Мариан) е град и община в Северна Италия, провинция Комо, регион Ломбардия. Разположен е на 252 m надморска височина. Населението на общината е 24 908 души (към 2017 г.).